# Cargokult
Cargokult betegner en særlige type religiøse bevægelser, som første gang opstod i Melanesien omkring begyndelsen af det 20. århundrede. Det er en særlig form for millenarisme, der opstod som følge af de oprindelige befolkninger i områdets møde med den teknologisk avancerede vestlige kultur. Kulten er hovedsageligt centreret om at opnå den fremmede kulturs materielle velstand. Et vigtigt element i disse bevægelser er forestillingen om, at denne velstand er tiltænkt tilhængerne af deres guder og forfædre.
Betegnelsen cargokult er dannet ud fra det engelske ord ’’cargo’’, der betyder "skibsladning" eller "last". Cargocult bruges som fællesbetegnelse for en række forskellige religiøse fællesskaber i den sydvestlige Stillehavsregion, hvor bevægelser af denne type første gang blev beskrevet blandt folkeslag i New Guinea, Micronesien og Melanesien, da området begyndte at blive genstand for europæisk kolonisering og mission. Cargokult-bevægelserne har en række fællestræk; f.eks. er de typisk opstået som resultat af et kulturmøde mellem to teknologisk meget forskellige befolkningsgrupper, hvor den mindst udviklede gruppe opbygger en forventning om overdragelse af teknologisk avancerede genstande fra den anden gruppe. Bevægelserne bygger på forestillinger med rod i både kristendom og traditionel melanesisk religion. Som regel opstår de omkring en profet, der forkynder en vision om en nært forestående forandring af samfundet, hvor gruppen vil opleve en velstand, som ligner europæernes. Dette vil ske i form af ankomsten af en stor skibs- eller flyladning (’’cargo’’).
Et centralt element er forestillingen om, at den vestlige kulturs forbrugsgoder ("cargo") i virkeligheden var blevet skabt af guddommelige væsner eller forfædrene for melanesiernes skyld. Men de fremmede havde på uærlig vis taget kontrollen over disse genstande, enten i ond vilje eller ved en fejl. Derfor ligger fokus i cargokultens praksis i at overkomme det, som tilhængerne opfatter som den uønskede indflydelse, de fremmede har på fordelingen af de ønskede goder og velstand. Dette sker i reglen gennem ritualer, der efterligner den opførsel, tilhængerne har observeret hos de fremmede, der aktuelt besidder goderne. Denne praksis bygger på en forestilling om, at guderne eller forfædrene på et tidspunkt vil sende ’’cargo’’ til de rette modtagere. Det er således et fremtrædende element i en cargokult, at tilhængerne deler en forestilling om, at guddommelige væsner på et tidspunkt i fremtiden vil give værdifulde og efterstræbte forbrugsgoder til kultens medlemmer.
Der findes dog også en række forskelle mellem de enkelte eksempler på cargokulte. F.eks. dyrker man på øen Tanna i Vanuatu bestemte amerikanere, der, som led i forsyningen af kamptropper, bragte ’’cargo’’ af forskellig slags til øen i forbindelse med 2. verdenskrig. De blev efterfølgende opfattet som guder, der på et senere tidspunkt ville bringe mere ’’cargo’’. 

## Karakteristik
Den første kontakt mellem et isoleret samfund og den omgivende verden kan være et kulturchok. Ofte vil de nyankomne blive opfattet som overnaturlige væsner af den oprindelige befolkning. I reglen vil man forsøge, at forstå kulturmødet inden for referencerammerne af den eksisterende kultur; f.eks. er uddeling af goder en vigtig social tradition hos mange folkeslag i Micronesien, derved kan der opstår en forventning om, at de fremmede også vil dele ud af deres rigdomme. Med tiden vil det imidlertid blive klart, at de nyankomne er almindelige mennesker, og at de ikke nødvendigvis deler ud af rigdommene. En reaktion på denne situation kan være udbredelsen af en forestilling om, at man ikke har fulgt den rituelle praksis, fordi samfundet er blevet forandret pga. de fremmedes ankomst. Internt i bevægelsen kan nye ritualer derfor blive beskrevet som en tilbagevenden til en mere oprindelig praksis.[kilde mangler]
Kendte eksempler på ritualer relateret til cargokult omfatter bl.a. bygning af efterligninger af landingsbaner, lufthavne, kontorer og spisestuer efter vestligt mønster, samt dyrkelse af og forsøg på konstruktion af vestlige forbrugsgoder, som f.eks. radioer, ud af tilgængelige materialer. I nogle bevægelser kan tilhængerne udføre militær eksercits mens de bærer grene, der ligner geværer, og er udsmykket med mønstre, der skal ligne militære destinktioner. Baggrunden er, at de militære aktiviteter, man har observeret, opfattes som ritualer, der virker tiltrækkende på ’’cargo’’, og at kulttilhængerne derfor overtager de vestlige soldaters praksis og bygger tilhørende 'faciliteter'’ for at kunne tiltrække ’’cargo’’. Opfattelsen var, at vesterlændingene måtte besidde en særlig forbindelse til guderne og forfædrene, siden de kunne tiltrække rigdomme og genstande af en karaktér, som kun disse overnaturlige magter kunne producere.
Religionsformen har en række elementer, der stammer fra kristendommen. Den blev bragt til regionen af europæerne fra slutningen af 19. århundrede. Derfor indgår der ofte en messiaslignende figur, der fungerer som formidleren af den kommende tid, i bevægelsernes forestillingsverden. Cargokult deler således en række fællestræk med andre former for millenaristiske bevægelser.
I dag mener mange antropologer imidlertid, at begrebet "cargokult" er upræcist og i virkeligheden dækker over flere forskellige fænomener. Begrebet er imidlertid blevet udbredt i den vestlige verden og bruges i en bred betydning i en lang række forskellige sammenhænge.[kilde mangler]

## Historie
De traditioner og processer, der ligger til grund for cargokulten i Melanesien, er tilsyneladende opstået på et tidspunkt, hvor der endnu ikke er blevet nedskrevet nogen former for historiske optegnelser. Det ser f.eks. ud til, at konceptet om fremmede, der medbragte gaver udefra, længe har været udbredt i områdets kultur. Samtidig har der været en vigtig tradition for udveksling af værdigenstande, som blev opfattet som særligt knyttet til guderne og forfædrene. Det ser også ud til, at ideen om en fremtidig genkomst af forfædrene har været udbredt.
Det tidligst kendte eksempel på en cargokult er Tuka-bevægelsen, der opstod på Fiji i 1885. Siden er lignende bevægelse blevet observeret med jævne mellemrum, f.eks. Taro-kulten i det nordlige Papua New Guinea og Vailala Madness, der begyndte i 1919, og som blev dokumenteret af F.E. Williams, der var en af de første antropologer, som arbejdede dér. Bevægelser, der minder om cargokult, er også blevet observeret i Vest Ny Guinea i bl.a. Asmat og Danifolket.
Antallet af cargokulte har været størst i årene under og lige efter 2. verdenskrig. I første omgang blev mange af øerne i Stillehavet besat af japanske styrker, som siden blev slået af de allierede, som derpå indtog øerne. Der blev overført store mængder materiel til øerne, hvilket medførte drastiske forandringer i den oprindelige befolknings livsførelse. Mange af dem havde aldrig før set hverken japanere, vesterlændinge eller massefremstillede varer som tøj, medicin, våben, radioer og dåsemad. De fremmede soldater fik disse varer med skib eller fly i meget store mængder og gav dem ofte videre til lokale. Da krigen sluttede, blev mange af militærbaserne forladt, og strømmen af varer ophørte. I et forsøg på, at tiltrække cargo begyndte indbyggerne på øerne at efterligne de aktiviteter, som de havde set soldaterne gøre; de byggede f.eks. flyvepladser med kontroltårne, der blev bemandet med flyveledere, som benyttede radioudstyr udskåret i træ; de viftede med signalflag, mens de stod på landingsbanen, og antændte bål som signallys.
I moderne tid er størsteparten af cargokult-bevægelserne forsvundet igen. Dog er John Frum-kulten stadig levende på Tanna i Vanuatu.

## Andre betydninger
Fra tid til anden bliver begrebet "cargo cult" benyttet for en gruppe af mennesker, der overfladisk imiterer en proces eller et system uden at have en dybere forståelse af den underliggende substans. Forbindelsen til cargokult bunder i den almindelige opfattelse af, at denne type af bevægelser var baseret på en logisk fejlslutning, hvor de tog fejl af årsagssammenhængen bag strømmen af ’’cargo’’ til øen, nemlig at tilhængerne forveksler nødvendige og fyldestgørende betingelser i og med, at de tror, det er konstruktionen af flyvepladser og lignende, der er den udløsende faktor, og ikke blot en betingelse for begivenheden. Begrebet bliver bl.a. brugt til at beskrive fejlagtig eller dårlig videnskab, politik eller erhvervsvirksomhed, hvor uovervejet praksis eller ceremoni fører til mislykkede resultater pga. manglende indsigt i de bagvedliggende faktorer.[kilde mangler] Et berømt eksempel stammer fra en tale af Richard Feynman på Caltech, hvor han brugte betegnelsen "cargo cult science". Denne tale blev siden til et kapitel i bogen Surely You're Joking, Mr. Feynman!. Feynman sammenlignede konstruktionen af hele lufthavne lige fra modeller af flyvemaskiner til headsets med bambusantenner med pseudovidenskab, hvor nogle forskere producerer studier, der på overfladen indeholder alle de elementer, der karakteriserer virkelig videnskab, men som ikke er det, fordi grundlæggende betingelser ikke er til stede.
Andre eksempler stammer fra erhvervslivet, hvor en kommerciel succes, f.eks. biler, elektronik, film osv. ofte bliver imiteret af andre producenter, der skaber produkter med en overfladisk lighed, men som mangler originalens substans. Begrebet bruges også inden for programmering, hvor f.eks. "cargo cult programming" beskriver den rituelle gentagelse af et stykke kode, hvis betydning programmøren ikke kender, men som medtages pga. forestillingen om, at den forhindrer softwarefejl eller lignende.. "Cargo cult software engineering" bruges om mindre succesfulde virksomheder, der slavisk imiterer mere succesfulde udviklingsvirksomheders arbejdsmetoder.

## Eksterne link
- I anledning af 50 året for Vanuatu cargokulten (BBC News)
- Artikel fra 2006 i Smithsonian Magazine: "In John They Trust" Arkiveret 23. februar 2009 hos  Wayback Machine
- Cargo cults Arkiveret 28. februar 2011 hos  Wayback Machine omfatter en bibliografi